# Den of Thieves 2: Pantera
Den of Thieves 2: Pantera es una película de acción estadounidense de 2025 escrita y dirigida por Christian Gudegast. Es una secuela directa de la película Den of Thieves de 2018 y está protagonizada por Gerard Butler y O'Shea Jackson Jr., repitiendo sus papeles de la primera película.
La película fue estrenada en los Estados Unidos el 10 de enero de 2025 por Lionsgate Films.

## Premisa
Inmediatamente después de los acontecimientos de Den of Thieves, el sheriff Big Nick O'Brien está rastreando a Donnie Wilson, quien escapó a Europa y está planeando otro atraco.

## Argumento
En Amberes, Bélgica, Donnie Wilson se une a la tripulación Panther, liderada por Jovanna, para robar un diamante rojo y archivos de un hangar del aeropuerto . Huyen disfrazados de SWAT . De regreso en Long Beach, California, el ayudante del sheriff Nick O'Brien se divorció recientemente y aparentemente fue puesto en licencia por el Departamento del Sheriff de Los Ángeles . Se encuentra con la novia de Merrimen, Holly, y le pregunta sobre los planes de Merrimen y Donnie después del robo a la Reserva Federal. Ella revela que el dinero del atraco está almacenado en un banco en Panamá y amenaza con publicar imágenes de la aventura de Nick con ella a menos que él pueda obtener su parte de Merrimen del atraco.
Los Panthers planean su próximo robo: una bóveda de diamantes en el Centro Mundial del Diamante en Niza, Francia . Donnie, haciéndose pasar por ejecutivo, se infiltra en el banco, mientras Nick confirma la participación de Donnie a través del grupo de trabajo local dirigido por el detective Hugo sin alertarlos. Nick conoce a Donnie y se abre paso entre la tripulación. Jovanna le presenta a Nick a Chava, la esposa del administrador de la bóveda y su vínculo interno. Mientras tanto, la mafia calabresa, enojada por el diamante rojo robado, planea represalias.
Las Panteras se festejaron en un club, donde Nick coqueteó con Jovanna, lo que provocó que Marko, su exnovio, y Vuk se pelearan con Nick. Después de ser expulsados del club, Nick y Donnie son secuestrados por la mafia, que exige la devolución del diamante a su líder, el infame Octopus. Donnie llama a Nick, quien vuelve a comprometerse con el robo. Jovanna anuncia que Marko y Vuk han sido expulsados de la tripulación luego de su pelea y declara a Nick un compañero Pantera.
Disfrazado de contratista de seguridad, Nick traza el mapa de la bóveda mientras acompaña a Chava a guardar algunos diamantes para Donnie en su caja de depósito. Después de salir de la bóveda, Nick se encuentra con Hugo y sus hijos en una iglesia. La tripulación ejecuta una invasión meticulosa, evitando la vigilancia y abriendo cajas fuertes, con Jovanna y Dragan a cargo de la vigilancia mientras Nick, Donnie y Slavko entran al edificio. Aseguran el diamante y el dinero en efectivo, pero enfrentan complicaciones durante su escape cuando un poste de metal destinado a ayudar a todos a cruzar al siguiente edificio se rompe antes de que Nick pueda atravesarlo. Nick improvisa bajo presión mientras Donnie y Slavko escapan a las calles y finalmente se reagrupan justo cuando los empleados del banco se dan cuenta del robo. Al encontrarse en un estacionamiento, los tres hombres transfieren su botín a la camioneta de Jovanna, antes de que Nick, Donnie y Slavko continúen hacia la frontera italiana para escapar. La tripulación es emboscada en el camino por Marko y Vuk, quienes han liderado una banda rival, Los Tigres, para matarlos y robar el botín. Nick y Slavko reciben disparos en el proceso, mientras Nick se deshace de los secuaces de Marko y Vuk. Donnie estrella su coche bajo fuego y justo cuando Marko y Vuk están a punto de ejecutarlos, los secuaces del Pulpo salvan a las tres Panteras matando a Marko y Vuk. Donnie devuelve el diamante y la mafia les perdona la vida y les proporciona un vehículo alternativo para continuar su viaje.
Las Panteras celebran en Italia, pero las autoridades francesas arrestan a la tripulación y a su líder, Slobodan. Se revela que Nick delató a la tripulación durante su encuentro anterior con Hugo, pero se siente culpable por delatar a sus nuevos amigos. Más tarde, Donnie, en prisión, se enfrenta a Nick, quien admite su doble naturaleza, pero comparte que su amistad era real antes de decirle que "se siente atrás a la izquierda". Durante el transporte de Donnie a otra instalación, la mafia tiende una emboscada al convoy, aparentemente secuestrándolo mientras le da las mismas instrucciones que Nick. Donnie disfruta de una cerveza con los miembros de The Octopus mientras se revela que quieren reclutar a Donnie para que trabaje para ellos, impresionados por sus habilidades. Donnie pregunta cuál es el próximo trabajo.
Mientras tanto, Nick recibe un mensaje de texto de Donnie que dice: «Y el tigre cambia de color. Todos los gatos fuera de la bolsa. ¡CU pronto, Fraulein!», lo que implica que el resto de las Panteras también han salido del confinamiento. Nick sonríe mientras conduce por la costa. 

## Reparto
- Gerard Butler como Nick O'Brien, a.k.a. Big Nick
- O'Shea Jackson Jr. como Donnie Wilson
- Michael Bisping como Connor
- Salvatore Espósito [3]
- Orli Shuka [3]
- Evin Ahmad [3]
- Cristian Solimeno [3]
- Nazmiye Oral [3]
- Yasen Zates Atour [3]
- Giuseppe Schillaci [3]
- Dino Kelly [3]
- Rico Verhoeven [3]
- Tema de Velibor [3]
- Antonio Bustorff [3]

## Producción
Después del lanzamiento de Den of Thieves en 2018, se estaba trabajando en el desarrollo de una secuela con planes para que Christian Gudegast regresara como director y escritor, así como para que Gerard Butler y O'Shea Jackson Jr. regresaran y repitieran sus papeles.  La película estaba originalmente programada para comenzar a filmarse en 2022. La fotografía principal tuvo lugar de abril a julio de 2023 en el Reino Unido y las Islas Canarias . La producción transformó varios aspectos de las calles principales de Santa Cruz de Tenerife para el rodaje, como la construcción de una comisaría y una joyería y la instalación de un bar local para parecer francés.

## Estreno
En mayo de 2023, Briarcliff Entertainment compró la película para su distribución en los Estados Unidos y Sierra/Affinity se encargó de las ventas internacionales de la película y se planea un amplio estreno en cines en los Estados Unidos para finales de 2024. Sin embargo, en mayo de 2024, se informó que Lionsgate Films tenía derechos de distribución como parte de la adquisición de los financieros Entertainment One de Hasbro en diciembre de 2023, y estrenó la película en los Estados Unidos el 10 de enero de 2025.

## Recepción
Den of Thieves 2: Pantera recibió reseñas generalmente mixtas de parte de la crítica y de la audiencia. En el sitio web agregador de reseñas Rotten Tomatoes, la película posee una aprobación de 62%, basada en 85 reseñas, con una calificación de 6.0/10 y un consenso crítico que dice "Pantera cambia la seriedad de la Den of Thieves original por una ligereza más lúdica que no suaviza del todo su familiaridad pero que debería satisfacer a aquellos que anhelan absoluto Cine de Papá". De parte de la audiencia tiene una aprobación de 76%, basada en más de 2500 votos, con una calificación de 4.0/5.
El sitio web Metacritic le dio a la película una puntuación de 60 de 100, basada en 23 reseñas, indicando "reseñas mixtas o promedio". Las audiencias encuestadas por CinemaScore le otorgaron a la película una "B+" en una escala de A+ a F, mientras que en el sitio IMDb los usuarios le asignaron una calificación de 6.3/10, sobre la base de más de 16 000 votos. En la página web FilmAffinity la cinta tiene una calificación de 5.6/10, basada en 549 votos.